# SciELO
SciELO (Scientific Electronic Library Online o Biblioteca científica electrónica en línea) es un proyecto de biblioteca electrónica, iniciativa de la Fundación para el Apoyo a la Investigación del Estado de São Paulo, Brasil (Fundación de Apoyo a la Investigación del Estado de São Paulo — FAPESP) y del Centro Latinoamericano y del Caribe de Información en Ciencias de la Salud (BIREME), que permite la publicación electrónica de ediciones completas de las revistas científicas mediante una plataforma de software que posibilita el acceso a través de distintos mecanismos, incluyendo listas de títulos y por materia, índices de autores y materias y un motor de búsqueda.
El proyecto SciELO, que además cuenta con el apoyo de diversas instituciones nacionales e internacionales vinculadas a la edición y divulgación científica, tiene como objetivo el «desarrollo de una metodología común para la preparación, almacenamiento, diseminación y evaluación de la literatura científica en formato electrónico». Actualmente, participan en la red SciELO los siguientes países: Sudáfrica, Argentina, Brasil, Chile, Colombia, Costa Rica, Cuba, España, México, Perú, Portugal, Venezuela, Bolivia, Paraguay y Uruguay.

## Historia
El proyecto piloto de SciELO, que incluyó diez revistas científicas brasileñas, se desarrolló entre marzo de 1997 y mayo de 1998. Durante ese periodo se elaboró y evaluó una metodología para la publicación electrónica en Internet.
A partir de junio de 1998, el proyecto SciELO ha funcionado con regularidad, incorporando nuevas revistas y ampliando su operación a otros países iberoamericanos. Desde el año 2002, SciELO tiene el apoyo del Consejo Nacional de Desarrollo Científico y Tecnológico de Brasil (Conselho Nacional de Desenvolvimento Científico e Tecnológico — CNPq).

## Colecciones Scielo
| País       | Sitio web                           | Coordinación                                                                  | Total de revistas |
| ---------- | ----------------------------------- | ----------------------------------------------------------------------------- | ----------------- |
| Argentina  | http://www.scielo.org.ar/           | CONICET                                                                       | 375               |
| Bolivia    | http://www.scielo.org.bo/           | Universidad Mayor de San Andrés                                               | 38                |
| Brasil     | https://www.scielo.br/              | BIREME                                                                        |                   |
| Chile      | https://scielo.conicyt.cl/          | CONICYT                                                                       |                   |
| Colombia   | http://www.scielo.org.co/           | Universidad Nacional de Colombia                                              |                   |
| Costa Rica | https://www.scielo.sa.cr/           |                                                                               |                   |
| Cuba       | http://scielo.sld.cu/               | Infomed                                                                       |                   |
| Ecuador    | http://scielo.senescyt.gob.ec/      | Secretaría de Educación Superior, Ciencia, Tecnología e Innovación (SENESCYT) | 29                |
| España     | https://scielo.isciii.es/scielo.php | Instituto de Salud Carlos III. Biblioteca Nacional de Ciencias de la Salud    |                   |
| México     | http://www.scielo.org.mx/           | Universidad Nacional Autónoma de México (UNAM).                               |                   |
| Paraguay   | http://scielo.iics.una.py/          |                                                                               | 18                |
| Perú       | http://www.scielo.org.pe/           | CONCYTEC - PERU                                                               |                   |
| Portugal   | http://www.scielo.mec.pt/           |                                                                               |                   |
| Sudáfrica  | http://www.scielo.org.za/           |                                                                               |                   |
| Uruguay    | http://www.scielo.edu.uy/           | BINAME-CENDIM-FacMed-UdelaR                                                   | 27                |